# Lijst van voetbalinterlands België - Japan (vrouwen)
Deze lijst van voetbalinterlands is een overzicht van alle officiële voetbalinterlands tussen de nationale vrouwenteams van België en Japan. De landen hebben tot nu toe één keer tegen elkaar gespeeld.

## Wedstrijden
| № | Plaats | Datum        | Competitie        | Wedstrijd      | Uitslag |
| - | ------ | ------------ | ----------------- | -------------- | ------- |
| 1 | Leuven | 13 juni 2017 | Vriendschappelijk | België − Japan | 1 − 1   |

## Samenvatting
| Competitie        | Totaal gespeeld | Winst België | Gelijk | Winst Japan | Doelsaldo België – Japan |
| ----------------- | --------------- | ------------ | ------ | ----------- | ------------------------ |
| Vriendschappelijk | 1               | 0            | 1      | 0           | 1 − 1                    |
| Totaal            | 1               | 0            | 1      | 0           | 1 − 1                    |